# Domicià II
Es creu que Domicià II (en llatí Domitius Domitianus) va ser un comandant militar romà, tot i que la seva existència encara ens és confusa, el qual durant un curt període, l'any 270 o 271, usurpà del tron imperial de l'Imperi de les Gàl·lies, format per les províncies de la Gàl·lia i Britànnia.
Les proves que demostren la seva existència són dues monedes: la primera, trobada a la riba del Loira l'any 1900, la qual es considerà falsa, i la segona, trobada a Oxfordshire l'any 2003 entre 5.000 monedes més que, indiscutiblement, eren dels anys 250 al 275. Sembla que aquestes monedes pertanyien al Domitianus que menciona Trebel·li Pol·lió a la Història Augusta, del que diu que va ser el general que va derrotar a Macrià Major i Macrià Menor, i el feia descendent d'una antiga família romana, potser de Domicià, el fill de Vespasià. Zòsim diu que aquest Domicià va ser mort per l'emperador Aurelià a causa d'una sospita de traïció.